# Perama
Perama (gr. Πέραμα) – miasto w Grecji, w administracji zdecentralizowanej Attyka, w regionie Attyka, w jednostce regionalnej Pireus. Siedziba i jedyna miejscowość gminy Perama. W 2011 roku liczyło 25 389 mieszkańców.